# Henrique Pinto (violonista)
Henrique Pinto (São Paulo, 8 de setembro de 1941 – 26 de outubro de 2010) foi um renomado violonista, professor e pedagogo brasileiro, considerado uma das figuras mais influentes no ensino do violão clássico no Brasil. Atuou como concertista, organizador de eventos e autor de importantes métodos pedagógicos adotados nacional e internacionalmente.

## Biografia
Henrique Pinto iniciou seus estudos musicais aos 8 anos em Rancharia (SP), onde teve aulas com o professor Manoel Pedrosa. Posteriormente, estudou com Sérgio Scarpiello no Conservatório Villa-Lobos e, já em São Paulo, foi aluno de Manoel São Marcos, Isaias Sávio e Carlos Barbosa-Lima.
Em 1969, participou do Curso Internacional de Santiago de Compostela, criado por Andrés Segovia, sob orientação de José Tomás. Também estudou com Abel Carlevaro em Montevidéu.
Foi professor em instituições como:
- Fundação das Artes de São Caetano do Sul
- Conservatório Brooklyn Paulista
- FAAM-FMU
- Universidade São Judas Tadeu
- Escola Municipal de Música de São Paulo
- Faculdade Mozarteum
- Faculdade Cantareira[3]

Ministrou cursos e masterclasses em diversas cidades brasileiras e no exterior (Portugal, Alemanha, Bolívia, Colômbia). Recebeu o título de “Notório Saber” concedido pelo Ministério da Educação e Cultura (MEC) por sua carreira como educador.
Foi membro da Academia Paulista de Música, ocupando a cadeira anteriormente pertencente a Isaias Sávio.

## Atuação como concertista e organizador
Henrique Pinto foi ativo como camerista, integrando formações como o duo com Jean Noel Saghaard (flauta), o duo “Violãocellando” (com violoncelo), e principalmente o Violão-Câmara-Trio, com o qual gravou o LP *Violão-Câmara-Trio* (1989) e o CD *Concerto a Tre* (2002). A formação foi elogiada por Júlio Medaglia, que considerou seu primeiro disco "um dos melhores álbuns de música instrumental do ano".
Organizou o tradicional Seminário de Violão Henrique Pinto (antigo Seminário Souza Lima), o Concurso Nacional de Violão Souza Lima e coordenou a série de recitais Violão no MASP.

## Métodos pedagógicos
Henrique Pinto publicou, pela Ricordi Brasileira, uma coleção de métodos para iniciantes, nível médio e repertório especializado:

### Métodos de ensino
- Iniciação ao Violão – Princípios Básicos e Elementares (RB-0150)
- Iniciação ao Violão – Volume II (RB-0962)
- Curso Progressivo de Violão (Nível Médio) – para 2º, 3º e 4º ano (RB-0381)
- Ciranda das Seis Cordas – Iniciação Infantil ao Violão (RB-0630)
- Técnica da Mão Direita – Arpejos (RB-0600)[8]

### Repertório organizado
- Giuliani – Le Papillon, Op. 50 – 32 Peças Fáceis para Violão
- Transcrições e compilações de obras de João Pernambuco, Ernesto Nazareth, Mauro Giuliani, Matteo Carcassi, Fernando Sor, Francisco Tárrega, J.S. Bach, Gaspar Sanz e outros.[9]

### Ensaios e reflexões
- Violão: um Olhar Pedagógico – ensaio em que reflete sobre o ensino do violão, práticas pedagógicas e formação docente.[10]

## Legado
Henrique Pinto formou diversos violonistas premiados nacional e internacionalmente, como Fábio Zanon, Edelton Gloeden, Clemer Andreotti, Paulo Martelli, Jardel Costa Filho, Erivaldo de Carvalho, Paulo Porto Alegre, Ulisses Rocha, e o Brazil Guitar Duo.

## Colaborações e publicações
Colaborou com diversas revistas especializadas:
- Cover Guitarra
- Guitar Player Brasil
- Guitarreando (Portugal)
- Violão Intercâmbio[12]

## Falecimento
Henrique Pinto faleceu em São Paulo, em 26 de outubro de 2010, aos 69 anos.